# ALC-0159
L'ALC-0159 ou 2-[(polyéthylène glycol)-2000]-N,N-ditétradécylacétamide est un lipide pégylé de formule semi-développée (CH3(CH2)13)2NCOCH2(O(CH2)2)n, avec n=45-50, composé d'une chaine de polyéthylène glycol (PEG) d'une masse molaire d'environ 2 000 g/mol relié à un groupement amide où son atome d'azote est lié à deux squelettes de tétradécane. 
C'est un excipient du vaccin Pfizer–BioNTech contre la Covid-19 présent à hauteur de 50 µg par dose.

## Propriétés
La chaine de polyéthylène glycol explique le caractère hydrophile de la molécule. Quant aux propriétés lipidiques de la molécule, elles résultent des deux ramifications alkyle de la molécule issue de l'acide myristique. D'où son appellation de « lipide pégylé ». Dû à ses propriétés hydrophiles et hydrophobes, il s'agit d'un tensioactif non ionique.
S'il est absorbé par le corps humain, du fait de ses propriétés hydrophiles et de sa neutralité électronique, l'ALC-0159 a une affinité faible pour les tissus, c'est pourquoi il y sera libre d'être redistribué des tissus vers le plasma et qu'il sera éliminé rapidement après administration.